# Ranunculus paludosus
Ranunculus paludosus, ein deutschsprachiger Trivialname ist auch Kerbel-Hahnenfuß, ist eine Pflanzenart aus der Gattung Hahnenfuß (Ranunculus) innerhalb der Familie der Hahnenfußgewächse (Ranunculaceae).

## Beschreibung

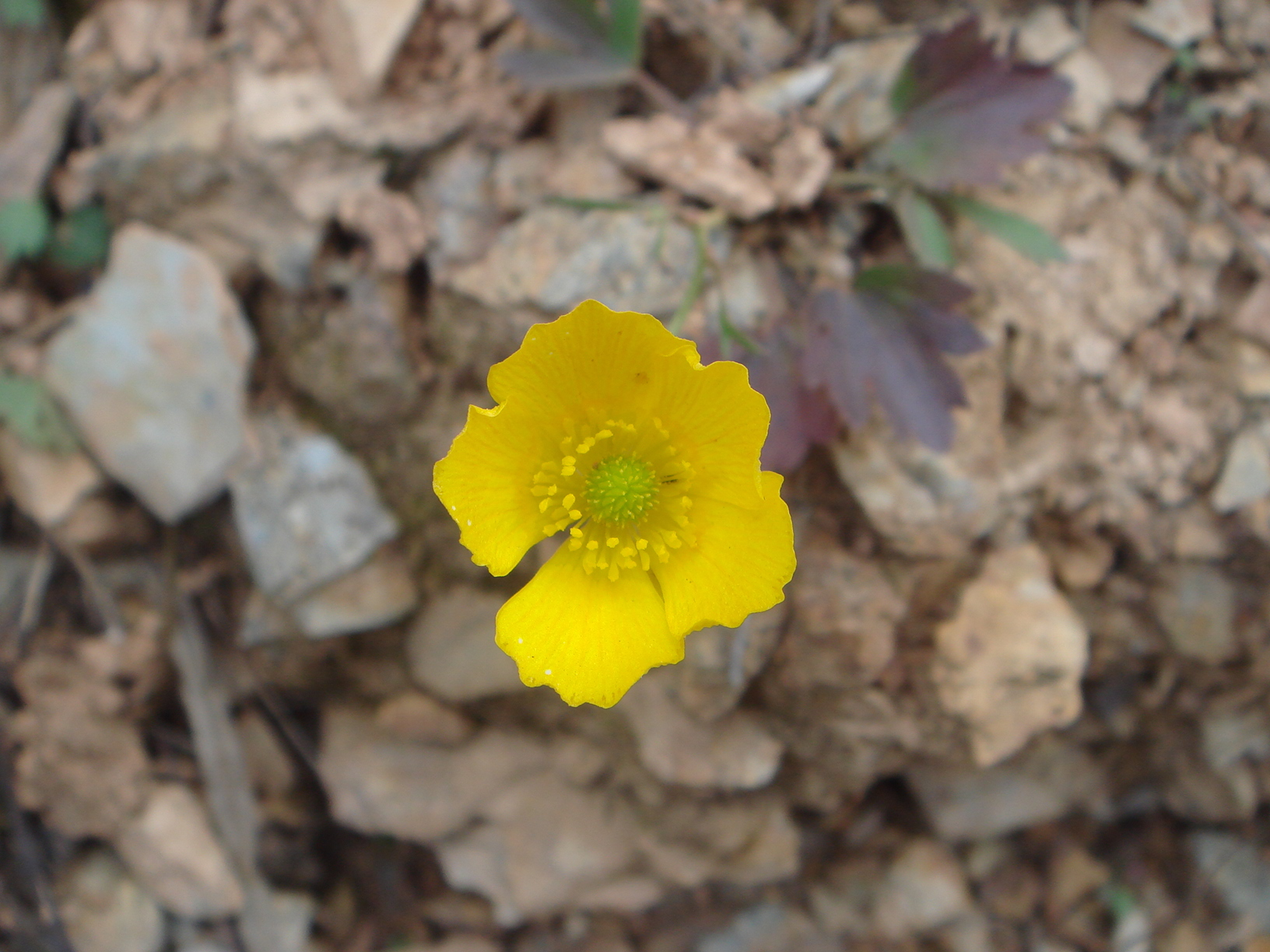
Blüte

### Vegetative Merkmale
Ranunculus paludosus ist eine ausdauernde krautige Pflanze, die Wuchshöhen von meist 10 bis 25 (5 bis 60) Zentimetern erreicht. Der Wurzelhals ist verdickt und weist einen Kragen aus Fasern auf. Es sind knollen- oder rübenförmig verdickte Wurzeln und dünne Ausläufer vorhanden. Die oberirdischen Pflanzenteile sind mehr oder weniger dicht wollig behaart. Der einfache oder verzweigte Stängel ist deutlich behaart.
Die meist grundständig angeordneten Laubblätter sind in Blattstiel und -spreite gegliedert. Die Blattstiele sind unterschiedlich lang. Die ein bis vier äußeren Grundblätter sind in der Regel einfach, breit-eiförmig bis herz- oder nierenförmig, mit keil- bis fast herzförmiger Basis, breit gezähnt und dreilappig oder fast einfach. Diese äußeren Grundblätter sind oft schon während Blütezeit eingetrocknet. Die mittleren Grundblätter sind drei- bis mehrteilig. Die inneren Grundblätter sind mehrteilig, ihre Abschnitte sind tief eingeschnitten. Die Blattspreiten der mittleren bis inneren Grundblätter sind mehr oder weniger einförmig im Umriss und ihre Blattabschnitte sind länglich bis linealisch mit gekerbt-gezähntem Blattrand.

### Generative Merkmale
Je Stängel sind meist ein oder zwei, selten drei oder vier bis zu acht Blüten vorhanden.
Die relativ große, zwittrige Blüte ist bei einem Durchmesser von 15 bis 35 Millimetern radiärsymmetrisch und fünfzählig mit doppelter Blütenhülle. Der Blütenboden (Receptaculum) weist einen Durchmesser von etwa 19 Millimetern und ist größtenteils kahl, nur an seiner Basis an der Ansatzstelle der Kron- und Staubblätter ist er dicht wollig behaart. Die fünf freien Kelchblätter sind angedrückt wollig behaart. Die meist fünf, selten sechs gold-gelben Kronblätter sind verkehrt-eiförmig.
In einer bei einer Länge von 8 bis 18 Millimetern zylindrischen Sammelnussfrucht stehen viele Nüsschen dicht zusammen. Die Nüsschen sind bei einer Länge von 1,5 bis 2,2 Millimetern sowie einem Durchmesser von 1,5 bis 2 Millimetern und ei- bis kreisförmig und spärlich flaumig behaart. Der Schnabel ist bei einer Länge von 1 bis 1,5 Millimetern dreieckig und beinahe gerade oder nach oben gebogen.
Die Chromosomengrundzahl beträgt x = 8; es liegt Diploidie oder Tetraploidie mit einer Chromosomenzahl von 2n = 16 oder 32 vor.

## Ökologie und Phänologie
Bei Ranunculus paludosus handelt es sich um einen Schaft-Hemikryptophyten.
Die Blütezeit reicht im Mittelmeerraum von Februar bis April. Auf der Iberischen Halbinsel reicht die Blütezeit von März bis Mai, selten bis Juni und die Früchte reifen in etwa der gleichen Zeitspanne.

## Vorkommen
Ranunculus paludosus kommt im Mittelmeerraum und im Orient vor. Für die drei Unterarten gibt Fundortangaben für die Länder Marokko, Algerien, Tunesien, Libyen, Portugal, Gibraltar, Andorra, Spanien, die Balearen, Frankreich, Korsika, Italien, Sardinien, Sizilien, Malta, Kroatien, Serbien, Montenegro, Griechenland, Kreta, Zypern, die Türkei, Syrien, Israel, Jordanien, Libanon und die Inseln der Ägäis. Seit 2018 gibt es auch einen Nachweis aus den östlichen Rhodopen in Bulgarien. Auf Kreta wächst Ranunculus paludosus in der Phrygana, auf Lehmflächen und auf Brachland in Höhenlagen von 0 bis 1500 Metern. Sie gedeiht auf der Iberischen Halbinsel in Höhenlagen von 0 bis 1800 Metern.

## Systematik
Die Erstveröffentlichung von Ranunculus paludosus erfolgte 1789 durch Jean Louis Marie Poiret in Voyage en Barbarie, 2, S. 184. Das Artepitheton paludosus bedeutet „im Sumpf wachsend“ (Ranunculus paludosus gedeiht aber auch an anderen Standorten). Synonyme für  Ranunculus paludosus Poir. sind: Ranunculus chaerophylloides Jord., Ranunculus chaerophyllos subsp. leucothrix Ball, Ranunculus comatus Schltdl., Ranunculus dimorphorhizus Brot., Ranunculus granulatus Pomel, Ranunculus heldreichianus Jord., Ranunculus rhodensis Boiss., Ranunculus robustus Pomel., Ranunculus rufulus Brot., Ranunculus winkleri Freyn.
Je nach Autor gibt es etwa drei Unterarten:
- Ranunculus paludosus Poir. subsp. paludosus: Sie kommt in Marokko, Algerien, Tunesien, Libyen, Portugal, Gibraltar, Andorra sowie Spanien vor.
- Ranunculus paludosus subsp. barceloi (Grau) L.Sáez, Rosselló & N.Torres (Syn.: Ranunculus barceloi Grau, Ranunculus chaerophyllos var. balearicus Barceló): Sie kommt nur auf den balearischen Inseln Mallorca sowie Ibiza vor.[2]
- Ranunculus paludosus subsp. flabellatus (Desf.) Dobignard (Syn.: Ranunculus flabellatus Desf.): Sie kommt in Marokko, Algerien und Tunesien vor.[2]

## Belege